# Ernst Oberaigner
Ernst Oberaigner (* 5. November 1932 in Saalfelden; † 17. April 2023 ebenda) war ein österreichischer Skirennläufer. Er feierte in den 1950er-Jahren zahlreiche Siege in internationalen Rennen und gewann bei den Weltmeisterschaften 1954 die Bronzemedaille in der Abfahrt.

## Biografie
Oberaigner begann noch während des Krieges mit dem Skisport und kam als 16-Jähriger zum Skiklub Saalfelden. Er war anfangs auch aktiver Skispringer und gewann zweimal die österreichische Jugendmeisterschaft in der Dreierkombination aus Abfahrt, Slalom und Springen, konzentrierte sich aber bald ausschließlich auf den Alpinen Skirennsport. Oberaigner wurde 1951 in die Mannschaft des Österreichischen Skiverbandes aufgenommen und gewann 1952 bei den österreichischen Meisterschaften in Semmering alle alpinen Bewerbe in der Juniorenklasse. Im selben Winter gehörte er bereits der österreichischen Olympiamannschaft an. Er blieb bei den Spielen in Oslo aber nur Ersatzmann und kam zu keinem Renneinsatz.
Im Winter 1952/53 gelangen dem Salzburger seine ersten Podestplätze bei internationalen Rennen. Bei den 3-Tre-Rennen in Canazei wurde er Zweiter im Riesenslalom und in der Kombination sowie Dritter im Slalom. Ebenfalls den dritten Rang belegte er im Riesenslalom von Alpbach. Im nächsten Jahr feierte er im Slalom von Gröden seinen ersten Sieg. Mit guten Leistungen bei den Österreichischen Meisterschaften gelangte Oberaigner ins Team für die Weltmeisterschaften 1954 im schwedischen Åre. Dort kam er nach dem verletzungsbedingten Ausfall von Walter Schuster in der Abfahrt zum Einsatz und gewann hinter seinen Teamkollegen Christian Pravda und Martin Strolz die Bronzemedaille. Kurz darauf siegte er in der Arlberg-Kandahar-Abfahrt in Garmisch-Partenkirchen.
Im Winter 1955 gewann Oberaigner unter anderem die Abfahrten in Chamonix und Sestriere; in Cortina d’Ampezzo wurde er Zweiter und in Wengen Dritter. Trotz weiterer guter Leistungen, unter anderem den Siegen in Slalom und Kombination von Chamonix 1956, konnte er sich innerhalb der starken österreichischen Mannschaft nicht für eine Rennteilnahme bei den Olympischen Winterspielen in Cortina d’Ampezzo qualifizieren, lediglich als Vorläufer durfte er zweimal starten. Nach den Spielen wurde er in Lienz Österreichischer Meister im Slalom. Neben dem Skisport war Oberaigner auch ein begeisterter Fußballspieler im SK Saalfelden, doch im Sommer 1956 brach er sich bei einem Fußballspiel den rechten Unterschenkel. Als er sich am 29. Dezember beim Slalomtraining in Hintermoos das Bein ein zweites Mal brach (die Bruchstelle lag etwas oberhalb der alten Bruchnarbe), konnte er in der Saison 1956/57 keine Rennen bestreiten. Im nächsten Winter gelangen ihm zunächst keine Spitzenresultate und er versäumte daher die Weltmeisterschaften 1958 in Bad Gastein. Gegen Saisonende erreichte er wieder mehrere Podestplätze, unter anderem in den Riesenslaloms von Cortina und im Riesenslalom beim »Internationalen Skiländertreffen« in Seefeld (hier am 16. März 1958 den dritten Rang).
Im Winter 1959 stand der Salzburger wieder mehrmals ganz oben auf dem Siegerpodest. Nach Rang 4 in der Abfahrt am 10. Januar gewann er anderntags den Slalom und die Kombination der Lauberhornrennen in Wengen den Riesenslalom anlässlich der »Holmenkollen«-Spiele in Voss am 7. März, zwei Slaloms in Oberwiesenthal beim »Silbernen Schneekristall« sowie den Slalom am Ätna. Obwohl in der Saison 1959/60 Spitzenplätze weitgehend ausblieben, konnte sich Oberaigner mit dem Staatsmeistertitel in der Kombination für die Olympischen Winterspiele 1960 in Squaw Valley qualifizieren. Dort startete er nur im Slalom, fiel aber im zweiten Lauf aus. Nach dem Winter beendete er seine aktive Karriere.
In den folgenden zwei Jahren war Oberaigner Trainer im Salzburger Landesskiverband und von 1962 bis 1964 Herrencheftrainer beim Österreichischen Skiverband. Er kündigte bereits Ende Februar seinen Rücktritt per Saisonende im Zusammenhang mit der Affäre um die Slalom-Aufstellung bei den Olympischen Spielen an. Er arbeitete viele Jahre bei der Skifirma Blizzard und betrieb in Saalfelden ein eigenes Sportgeschäft. 1999 wurde ihm das Goldene Verdienstzeichen der Republik Österreich verliehen. Im Schiklub Saalfelden war Oberaigner langjährig als Funktionär tätig.
Oberaigner war verheiratet und hatte zwei Kinder. 2023 verstarb er im Alter von 90 Jahren.

## Erfolge

### Weltmeisterschaften
- Åre 1954: 3. Abfahrt

### Österreichische Meisterschaften
- Österreichischer Meister im Slalom 1956 und in der Kombination 1960

### Weitere wichtige Platzierungen
- Vierfacher Sieger beim »Großen Preis der Tschechoslowakei« in Tatranská Lomnica in Slalom, Abfahrt, Riesenslalom und Kombination am 2. bis 5. März 1956[13][14][15]
- Rang 2 im Slalom und in der Kombination beim Kandahar-Rennen in Sestriere am 11. März 1956[16]
- Rang 2 und 3 beim »Tre-Tre-Rennen« im Marmolata-Gebiet und in Canazei am 23. und 25. März 1956[17][18]
- Rang 3 beim Slalom in Megève am 24. Januar 1959[19]

## Auszeichnungen (Auszug)
- 1999: Goldenes Verdienstzeichen der Republik Österreich